# Magyar jogi lexikon
A Magyar jogi lexikon egy 20. század eleji nagy terjedelmű magyar nyelvű 6 kötetes jogtudományi lexikon volt.

## Jellemzői
Az 1898–1907-ben a Pallas Irodalmi és Nyomdai Részvénytársaság jóvoltából megjelent, Márkus Dezső által szerkesztett, összességében mintegy 5600 oldal terjedelmű mű egy alapos lexikon volt. A kötetek borítója a velük szinte egy időben megjelent A Pallas nagy lexikonához hasonlóan díszes kialakítású. A mű elektronikus kiadással nem rendelkezik. Reprint kiadásban a Pytheas Kiadó tette közzé. 

## Kötetbeosztás
Az egyes kötetek a következők voltak:
| Kötetszám | Kötetcím                     | Kiadási év |
| --------- | ---------------------------- | ---------- |
| I.        | A – Biró                     | 1898       |
| II.       | Biró – Dézsma                | 1899       |
| III.      | Diaeta – Halászati jog       | 1900       |
| IV.       | Halászgyűrű – Kitonich       | 1903       |
| V.        | Kiutalványozás – Perfüggőség | 1904       |
| VI.       | Pergátló kifogás – Zsupán    | 1907       |